# Bezděčné vítězství
Bezděčné vítězství (anglicky „Victory Unintentional“) je humorná sci-fi povídka spisovatele Isaaca Asimova, která vyšla poprvé v srpnu 1942 v časopise Super Science Stories. Byla následně zařazena do sbírek The Rest of the Robots (1964) a The Complete Robot (1982). Česky vyšla ve sbírkách Roboti a androidi (1988) a Robohistorie I. (2004).
Je to jedna z mála autorových povídek (respektive z celkové tvorby), ve které se vyskytuje nehumanoidní civilizace. Povídka nespadá do universa Nadace, ačkoli i zde jsou přítomni roboti s pozitronickým mozkem. Tito jsou speciálně zkonstruováni k setkání s vyspělou civilizací na Jupiteru.

## Postavy
- TT Jedna - první experimentální pozemský robot řady TT, zapisovatel událostí
- TT Dvě - zdokonalený model řady TT
- TT Tři - nejdokonalejší robot řady TT

## Děj
Lidští kolonisté Jupiterova měsíce Ganymed vyšlou 3 velmi odolné roboty řady TT prozkoumat civilizaci Jupiteru, se kterou udržují rádiový kontakt. Roboti musí snést nejen obrovské tlaky a gravitaci největší planety Sluneční soustavy, ale i možné napadení ze strany Jupiteřanů. Je dost pravděpodobné, že se Jupiteřané budou chovat nepřátelsky.
Tato domněnka se potvrdí, jakmile kosmická loď s roboty přiletí do atmosféry Jupiteru. Jupiteřané se je pokoušejí zničit rozličnými, avšak neúčinnými metodami (např. tepelným paprskem, výbojem elektrické energie, otrávením kyslíkem atd.). Roboti jsou vůči útokům imunní a jejich počínání nerozumí. Vyhodnotí to tak, že se jedná o nepřátelský akt, neboť byli lidmi srozuměni, že Jupiteřané se považují za nadřazenou rasu. Roboti útoky neoplácejí, TT Jedna jen podrobně zaznamenává povahu všech útoků vedených proti nim.
Jupiteřané časem svých pokusů zanechají a vyšlou delegaci, aby promluvila s roboty. Roboti sdělí, že přicházejí v míru a chtějí jen zjistit nějaké informace o Jupiteru. Jsou zavedeni do jednoho z měst. Roboti si uvědomí, že populace Jupiteřanů zdaleka převyšuje lidskou a disponuje rozvinutou technologickou úrovní. Domnívají se, že by mohli brzy vyvinout silový štít a vydat se v kosmických lodích do vesmíru, což by znamenalo zkázu lidské civilizace. Jupiteřané ostatně považují všechny ostatní mimo nich za „parazity“ a nijak se netají plány na ovládnutí Sluneční soustavy.
Jak prohlídka pokračuje, roboti neustále překvapují Jupiteřany svou odolností vůči horku, zimě a záření. Také tím, že nepotřebují jíst nebo odpočívat. Protože (roboti) používají záření gama k vidění na mikroskopické úrovni, představují nebezpečí pro místní mikroby a také pro Jupiteřany. Když se vrací do své lodi, šokují jupiterského zástupce konstatováním, že nemají žádný silový štít. Jejich loď propouští vakuum (a tedy teploty blízké absolutní nule), protože to posádce nevadí. To je poslední kapka pro nahlodané sebevědomí Jupiteřanů, kteří nyní slibují věčný mír a zřekávají se jakýchkoli útočných výpadů či pronikání do kosmu. Zaručují, že lodě se silovými štíty budou působit pouze na jejich planetě.
Roboti jsou změnou postoje překvapeni, nicméně TT Tři správně vydedukuje, že Jupiteřané zjistili, že jsou pro ně příliš silní a odolní, tudíž by v případném konfliktu neměli šanci na vítězství. TT Dvě nadhodí otázku, jaký k tomu měli důvod, vždyť se setkali jen s roboty a nikoli s lidmi. TT Tři správně odhalí omyl Jupiteřanů, kteří se domnívali, že se setkali s lidmi.